# Henri Aigueperse
Pour les articles homonymes, voir Aigueperse.
 (juillet 2018).
Henri Aigueperse (23 novembre 1902 - 22 février 1989) est un instituteur syndicaliste et résistant français. 
Secrétaire général du Syndicat national des instituteurs (SNI), alors affilié à la Confédération générale du travail (CGT), au moment de la scission de 1948 entre CGT et Force ouvrière, il est l'un des principaux artisans du passage du SNI et de la Fédération de l'Éducation nationale (FEN) à l'autonomie. 
Bien qu'il ait cessé son mandat de secrétaire général en 1952, il est une autorité morale incontestée au sein du SNI et de la FEN jusqu'à son décès.

## Les années de jeunesse... et de genèse militante
Henri Aigueperse naît à Saint-Méard (Haute-Vienne) le 23 novembre 1902 dans une famille modeste : son père, menuisier-charpentier, exploite cinq à six hectares de terre. Après sa scolarité primaire dans sa commune de naissance, il est élève de l'école primaire supérieure de Saint-Léonard de 1915 à 1918, année où il est reçu au concours d'entrée de l'école normale d'instituteurs de Limoges. De 1923 à 1927, il exerce comme instituteur dans plusieurs écoles rurales. C'est alors qu'il est nommé à Limoges, où il restera jusqu'en 1945 avant de rejoindre l'équipe nationale du Syndicat national des instituteurs (SNI) à Paris.
Tout jeune instituteur, il adhère au SNI (« le S.N. » — comme « Syndicat national », comme on disait avant-guerre) en 1921, mais un an plus tard il adhérera également à la Fédération unitaire de l'enseignement (FNE) (qui sera affiliée à la Confédération générale du travail unitaire (CGTU) tandis que le « S.N. » obtiendra son affiliation à la CGT de Léon Jouhaux en 1925).
C'est ainsi qu'il organise en 1931 le congrès de Limoges de la CGTU, mais qu'il est élu de 1935 à 1937 secrétaire de la section départementale de Haute-Vienne du SNI. La double affiliation était tolérée à l'époque dans la Haute-Vienne, les deux organisations ne se faisant pas concurrence (800 adhérents à l'Amicale devenue le SNI, entre 20 et 30 à la fédération unitaire). Dans les premières années, Henri Aigueperse milita essentiellement au sein de la fédération unitaire.
L'organisation même du congrès de la Fédération CGTU de l'enseignement de 1931 et la vigueur des luttes de tendances furent décourageantes pour Henri Aigueperse. Dès lors, il consacre l'essentiel de son activité à la section départementale. En 1934, le SNI appelle à la grève du 12 février lancée par la CGT à la suite de l'émeute du 6 février 1934. Cette grève est suivie par une majorité de militants, mais pas (ou peu) par les dirigeants de la section départementale qui sont désavoués. De nouvelles élections syndicales ayant eu lieu, une nouvelle direction se met en place et, en 1935, Henri Aigueperse est élu secrétaire départemental  jusqu'en 1937 dans un souci de rotation militante (c'est son cadet Charles Martial qui lui succède). C'est ainsi qu'il vit la réunification syndicale de 1935.

## La guerre et la Résistance
En 1939, Henri Aigueperse est mobilisé mais rendu rapidement à la vie civile en raison de son âge et de ses charges de famille. Le gouvernement du maréchal Pétain s'étant installé à Vichy, Limoges apparaît comme un lieu commode de contact, en zone « non occupée », pour des rencontres clandestines entre responsables nationaux du SNI. Aigueperse a ainsi accueilli à plusieurs reprises Marie-Louise Cavalier et Georges Lapierre, membres du Bureau national d'avant-guerre.
Henri Aiguerperse est suspect aux autorités de Vichy mais s'engage dans le groupe de résistance « Action ouvrière », lui-même intégré aux Mouvements unis de la Résistance (MUR) sans même que la famille le sache. Avec d'autres syndicalistes limougeauds, il s'attache à préserver une structure syndicale clandestine, ce qui permet de reconstituer l'union départementale CGT (dont il fut secrétaire général adjoint) dès 1944. Parallèlement, à la Libération, il assume, avec le titre de secrétaire général et à la demande du nouveau commissaire de la République, la direction du Comité départemental de libération de Haute-Vienne. Au printemps 1944, il entre au Bureau national clandestin du SNI.
Dès la Libération, il rejoint officiellement le bureau provisoire du SNI autour de Senèze (militant du Puy-de-Dôme, secrétaire général du SNI à la Libération et futur secrétaire général de la Ligue de l'enseignement, Marie-Louise Cavalier, René Bonissel et Juliette Harzelec (militants de la Seine) et René Vivès (responsable avant-guerre de l'« éducation sociale »). Le bureau provisoire n'est complété que fin 1945 après le retour des prisonniers et les survivants des camps. Ainsi s'achève la période limousine d'Henri Aigueperse.

## Le responsable national du SNI

### L'organisation mise en place
Les militants du bureau national qui ne s'étaient plus manifestés depuis 1940 ou ont atteint l'âge de la retraite (les statuts prévoyant qu'il faut être en activité) sont remplacés par de nouveaux membres cooptés (ce qui sera le cas d'Henri Aigueperse) en maintenant la représentativité des courants d'avant-guerre : ex-confédérés qui constituent la majorité (ultérieurement dénommée majorité autonome ou Autonomes après 1948, puis UID à la fin des années 1960) ; militants communistes ou proches de leur tendance (ce qui deviendra la tendance Unité et Action) ; « Amis de l'École émancipée », revue créée en 1910. Dans le Bureau national mis en place, Aigueperse est chargé des questions sociales. Il est l’initiateur du rapport sur la création de la Mutuelle générale de l'Éducation nationale (MGEN), présenté par Marcel Rivière au congrès de Grenoble (1946) du SNI, Henri Aigueperse étant entre-temps devenu secrétaire général du Syndicat. C'est lui qui négocie le décret du 31 décembre 1946 créant les sections départementales de la MGEN. 
Le premier congrès régulier du SNI se tient à Noël 1945 à Montreuil-sous-Bois. Le Syndicat compte 100 000 adhérents (contre 112 000 en 1938-1939). Le Conseil national (qui regroupe les secrétaires départementaux) élit le Bureau national selon les règles en vigueur avant-guerre et le bureau élit en janvier 1946 un nouveau secrétaire général (Aigueperse) et un secrétariat.
Henri Aigueperse est élu à l'unanimité secrétaire général après avoir été lui-même surpris de la proposition faite par ses amis lors de la réunion préparatoire de la majorité. Le SNI ne dispose alors que de quatre permanents. René Bonissel est chargé de l'École libératrice, l'hebdomadaire du Syndicat créé sur l'initiative de Lapierre en 1929, avec ses deux parties syndicale et pédagogique. Eugène Jacquemard, figure militante de la Seine d'avant-guerre et retraité, est trésorier. Jacquemard et Senèze, qui prennent leur retraite en 1947, sont remplacés par Pierrette Rouquet et Clément Durand qui, pendant plus de vingt ans sera le responsable laïque du Syndicat.
Henri Aigueperse assume donc directement la responsabilité des affaires corporatives. Il sollicite des membres du Bureau national non permanents. Denis Forestier, responsable de la section du Lot l'assistera sur ce dossier. Marcel Rivière est chargé de la sécurité sociale en pleine création, alors que des incertitudes planent sur l'appartenance des fonctionnaires au nouveau régime (il faudra attendre le statut de la fonction publique de 1946) et que la protection sociale des instituteurs est éclatée en une multitude de mutuelles locales. C'est Marcel Rivière qui présentera le rapport sur la sécurité sociale du congrès de Grenoble de 1946 conduisant à la création d'une Mutuelle unique (donc une mutuelle « générale ») dont il assumera la présidence : la MGEN.

### Trois enjeux syndicaux majeurs: reclassement, laïcité, sécurité sociale

#### Le reclassement
Malgré l'euphorie de la Libération, la situation reste difficile pour les travailleurs, les fonctionnaires en particulier et notamment les instituteurs. Henri Aigueperse, qui sera au sein des fonctionnaires CGT l'un des principaux négociateurs du statut Thorez de 1946 (qui reconnaît pour la première fois légalement le droit syndical aux fonctionnaires de l'État), devra mener un combat très rude — y compris au sein des fonctionnaires CGT (notamment contre la fédération des Finances) — sur le reclassement des instituteurs dans la nouvelle grille indiciaire qui doit être élaborée. Ce dossier est d'ailleurs à l'origine d'une grève isolée de trois semaines de la seule section départementale de la Seine en novembre 1947. Ce mouvement particulier s'arrête après une grève nationale décidée pour le 10 décembre 1947 par l'UGFF-CGT à la demande de la FEN. 
Le 14 janvier 1948 paraît le décret fixant la grille de reclassement. Le système mis est place diffère totalement de ce qui existait auparavant. Aux traitements exprimés en « francs courants » se substitue un système d'indices de rémunération respectant en principe des parités selon le niveau de recrutement, la valeur du point d'indice permet une augmentation pour tous, plus simple (administrativement) à régler qu'en modifiant les décrets sur les rémunérations de chacun des 2000 corps existants. Les retraités par le biais de la péréquation (fondée sur l'indice lié au grade et à l'échelon) en bénéficient également (le nouveau Code des pensions civiles et militaires est adopté en 1948). Restent évidemment en débat la valeur de l'indice 100 (qui détermine les autres calculs) et la part prise notamment par l'indemnité de résidence qui n'entre pas en compte dans le calcul de la pension.
L'architecture des traitements et des pensions évoluera, mais les principes posés en 1946 auront déterminé le cadre structurant des pensions jusqu'à la réforme des retraites dite « Raffarin-Fillon » de 2003 et des rémunérations des fonctionnaires en activité pour une large part jusqu'à aujourd'hui.

#### La défense de l'École laïque
Le SNI et la FEN ont pu imposer, dans les mois qui suivent la Libération, le retour à la législation scolaire d'avant-guerre (le gouvernement de Vichy avait remis en cause la gratuité de l'enseignement secondaire mise en œuvre par Jean Zay et subventionné l'enseignement confessionnel). Pourtant, les tenants de l'aide à l'école privée se sentent en position de force, grâce en particulier à l'existence sous la Quatrième République d'un puissant mouvement politique d'inspiration démocrate-chrétienne : le Mouvement républicain populaire (MRP), et plus encore après l'éclatement du tripartisme (PCF-PS-MRP) de la Libération. Parallèlement, l'église génère les APEL (associations de parents d'élèves de l'enseignement libre).
La législation de Vichy étant réputée légalement inexistante par une ordonnance du Gouvernement provisoire de la République française de 1944, la première entorse à la Loi de séparation des Églises et de l'État résulte du décret Poinso-Chapuis de 1948, contre lequel se bat Édouard Depreux, alors ministre de l'Éducation nationale. 
Au cours de l'année 1946, se forme la Fédération des conseils de parents d'élèves (FCPE), créée avec l'appui d'Henri Aigueperse et d'Albert Bayet, président de la Ligue de l'enseignement. Son premier secrétaire général en sera Clément Durand, l'avocat Jean Cornec en prendra la présidence à partir de 1956. C'est le premier étage d'une construction dont le deuxième étage, le « cartel national d'action laïque », vise à regrouper aux côtés du SNI, de la FEN et de la Ligue de l'Enseignement, la CGT encore unifiée, les partis laïques de gauche (radical, socialiste, communiste) et les organisations laïques de jeunes. Mais la division des partis de gauche puis la scission syndicale remettent en cause l'édifice. En témoignent les débats des États généraux de la France laïque de 1947, organisés par Henri Aigueperse et Clément Durand. Une deuxième session est prévue en 1949. Le SNI propose aux organisations laïques de constituer un comité permanent regroupant SNI, FEN, Ligue de l'enseignement et FCPE. Ce comité survit à la tenue des états généraux et maintient les liaisons avec les organisations qui soutiennent son action : ainsi Henri Aigueperse et Clément Durand ont-ils contribué à faire naître ce qui, en 1953 et en s'élargissant aux DDEN prendra l'appellation de Comité national d'action laïque.
En 1951 pourtant, les lois Marie et Barangé constituent les premières entorses sérieuses au principe de séparation en accordant des bourses d'État aux élèves de l'enseignement privé et des allocations scolaires par élèves versées aux conseils généraux pour l'enseignement public et aux APEL pour l'enseignement privé.

#### La Sécurité sociale
Henri Aigueperse, avant de prendre le secrétariat général du SNI, suivait les questions de sécurité sociale. Depuis la nomination de Pierre Laroque comme directeur de la Sécurité sociale en octobre 1944, la création d'un régime général se pose d'autant plus que la situation des fonctionnaires est incertaines (ce ne sont pas, juridiquement parlant, des salariés). La responsabilité de la commission d'études du Bureau national passe alors à Marcel Rivière, mais Henri Aigueperse continue à suivre avec attention ce dossier. Le droit à l'assurance maladie est reconnu pour les fonctionnaires en mai 1946. Les mutuelles de fonctionnaires en obtiennent la gestion. Mais la fusion des organismes existants dans l'Éducation nationale est plus difficile que prévu. Le SNI et son secrétaire général s'y engagent de tout leur poids. Finalement, la Mutuelle générale de l'Éducation nationale (MGEN) est créée le 8 décembre 1946. Une semaine plus tard, le conseil d'administration désigne Marcel Rivière à la présidence.
De cet engagement témoigne l'élection continue d'Henri Aigueperse au conseil d'administration de la MGEN de 1947 à 1967. Il est vice-président jusqu'en 1957, puis se replie sur un poste de secrétaire-adjoint jusqu'en 1967 et, selon un témoignage de Pierre Chevalier, ancien secrétaire national du SNI et ancien président de la MGEN, Denis Forestier (président jusqu'en 1972) fait souvent appel à son avis pour les questions de sécurité sociale.

### Le choix de l'autonomie pour préserver l'unité du SNI
Sur fond de guerre froide mais aussi de refus de la mainmise politique du Parti communiste français sur la Confédération générale du travail (CGT), la scission au sein de la CGT se profile. Les affrontements sont vifs au Comité confédéral national des 12 et 13 novembre 1947 ; une « conférence nationale des amis de Force ouvrière » décide la scission. Le premier souci d'Henri Aigueperse et de ses camarades est de maintenir l'unité du SNI et de la FEN. En arrière-plan, il y a la volonté de défendre l'outil professionnel, mais aussi la toute jeune MGEN et, surtout, la laïcité. 
C'est ainsi que paraît dans l'École libératrice (no 19 du 19/02/1948) un texte signé des membres appartenant à la majorité (dont Aigueperse et Bonissel) et à l'École émancipée (Marcel Valière, Yvonne Issartel) intitulé « Appel pour l'unité — Une solution de sagesse : l'autonomie ».
Le conseil national du SNI décide de consulter individuellement l'ensemble de ses adhérents par référendum. En mars 1948, trois questions sont posées : 1) Souhaitez-vous l'adhésion à la CGT ? 2) Souhaitez-vous l'adhésion à la CGT-FO ? Si la majorité est hostile aux deux premières propositions, « êtes-vous partisan du maintien à tout prix de l'unité du SN et de la FEN comme organisations autonomes quelle que soit votre réponse aux questions précédentes ?
38 % des votants se prononcent pour l'adhésion à la CGT, 25 % pour l'adhésion à la CGT-FO. La troisième question (choix de l'autonomie) obtient l'assentiment de 82 % des votants. En a découlé un mode d'organisation fondé sur la reconnaissance du droit de tendance (mais pas du droit de « fraction » guidée de l'extérieur) et une représentation proportionnelle des courants de pensée, ce que le congrès de la FEN de 1948 a consacré par ce que l'on appelle la « motion Bonissel-Valière », tous deux comme on l'a vu membres du Bureau national du SNI, Bonissel au titre de la majorité, Valière au titre de l'École émancipée.
Militant de la Ligue syndicaliste avant la guerre, ayant participé au congrès de réunification de Toulouse de la CGT en 1935 (comme représentant de la Haute-Vienne), Henri Aigueperse est viscéralement attaché à l'unité syndicale — mais avec une très grande lucidité excluant toute naïveté sur ce qui peut la remettre en cause. C'est ainsi qu'il est très ferme sur la question de la double affiliation confédérale admise par la FEN. Pas question qu'il y ait un syndicat parallèle ! Et de fait, alors que Force ouvrière existe peu, au SNI du moins, une FEN-CGT se crée, mais sans structures « par syndicats » comme l'exigeait le congrès du SNI

### La fin de mandat
Les statuts du SNI de l'époque n'autorisaient au maximum que l'exercice consécutif de trois mandats de deux ans au même niveau de responsabilité. En 1952, Henri Aigueperse remet donc son mandat de secrétaire général, unanimement salué par les membres du Bureau national pour l'action conduite. Pendant deux années, il reste membre du secrétariat permanent comme rédacteur en chef de l'École libératrice.

## Henri Aigueperse après le secrétariat national du SNI
De 1954 à 1970, Henri Aigueperse assume la direction de la Société universitaire d'édition et de librairie (SUDEL), la maison d'édition créée par le Syndicat en 1937. Il met en place un comité pédagogique composé d'inspecteurs et de maîtres formateurs (conseillers pédagogiques, maîtres d'école annexe et d'application).
Jusqu'en 1967, il assume, comme on l'a vu, des responsabilités au sein de la MGEN.
Il participe à des séminaires d'histoire sociale, notamment dans le cadre du Centre d'histoire de la FEN et du centre d'histoire sociale créé par Jean Maitron en 1963. Il participe également à des stages de formation militante. Invité, comme le sont les anciens secrétaires généraux du Syndicat, il assiste régulièrement aux conseils nationaux et congrès du syndicat, de même que, jusqu'à ce que sa santé ne l'en empêche au milieu des années 1980, il participait en militant de base aux manifestations auxquelles appelaient son syndicat ou sa fédération.
De 1973 à la première moitié des années 1980, il est l'un des rédacteurs principaux du bulletin du Centre de recherches économiques et sociales (CRES) qui prit ultérieurement le nom de la Conjoncture et  qu'animait son vieux complice Charles Martial avec Robert Chéramy et lui-même. Le CRES vise alors à donner une information économique et sociale ni «libérale» ni d'orientation communiste aux militants de l'Éducation nationale à une époque où elle est peu répandue. Chaque numéro comprend des rubriques d'actualités non signées et un dossier signé dont les auteurs sont généralement issus de la «mouvance» des organisations. Henri Aigueperse y assume jusqu'à environ quatre-vingt-cinq ans la charge de la rubrique « salaires » et assure la rédaction de plusieurs études thématiques.

## Le Centre Henri-Aigueperse
La Fédération de l'Éducation nationale (FEN) (désormais fédération UNSA éducation) avait créé en 1986 un centre de recherche, d'histoire sociale, de formation, d'archives et de documentation. Après le décès d'Henri Aigueperse, le « centre fédéral » a pris le nom de Centre Henri-Aigueperse.

## Ouvrages et publications d'Henri Aigueperse
- Histoire du syndicalisme (Henri Aigueperse), suivi de Les Conquêtes sociales (Pierre Delon) et de La Maison du Peuple (Louis Guilloux), éd. du Burin/Martinsart, Collection « l'Humanité en marche, 1972, préface d'Eugène Descamps.
- Cent ans de syndicalisme — Le Mouvement syndical en France de la Ire Internationale à 1970, éditions Martinsart, Paris, 1977.
- Un syndicat pas comme les autres : le SNI, Henri Aigueperse et Robert Chéramy, préface de Jean-Claude Barbarant, éditions Martinsart/Sudel, Paris, 1990.

Henri Aigueperse publie en outre de nombreux articles dans l'École libératrice, notamment les éditoriaux pendant son mandat de secrétaire général entre 1946 et 1952. Il y écrit jusqu'au début des années soixante-dix (notamment dans l'encart «Jeunes» où il retrace la période liée à la scission de la CGT 1947-1948 et le passage à l'autonomie du SNI et de la FEN). Il écrit également dans la revue mensuelle de la MGEN tout au long des mandats qu'il assuma à son Bureau national de 1951 à 1967, notamment sur les questions liées à la défense de la Sécurité sociale. 
Outre les articles non signés qu'il assuma pour le bulletin du CRES, il y publia plusieurs dossiers signés, notamment deux études successives (avril et mai 1975) sur le Mode de rémunération des fonctionnaires qui retrace la genèse et l'évolution de la grille de 1948.